# Spoorlijn Sursee - Triengen
De spoorlijn Sursee - Triengen was een Zwitserse spoorlijn van de voormalige onderneming Sursee-Triengen-Bahn (afgekort: ST) in kanton Luzern.

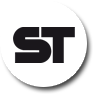
Logo van de spoorlijn Sursee - Triengen

## Geschiedenis
Het normaal spoorige traject van de Sursee-Triengen-Bahn tussen Sursee en Triengen werd op 23 november 1912 geopend. Het traject is niet geëlektrificeerd.
Op 26 september 1971 werd het personenvervoer stilgelegd.
De verlenging van het traject tussen Triengen en Schöftland op de Suhrental werd nooit gerealiseerd.
Het traject wordt voor goederenvervoer nog gebruikt door SBB Cargo.
Ook rijdt er zomers een toeristische stoomtrein van de Dampfbahnverein Surental (DVS).